# Vostotxni (Rodnikí)
|  | Per a altres significats, vegeu «Vostotxni». |

Vostotxni - Восточный (rus) és un possiólok del krai de Krasnodar, a Rússia. És a la vora esquerra del riu Kelermes, tributari a la dreta del Bélaia (afluent del riu Kuban), a 8 km al sud-est de Belorétxensk i a 82 km al sud-est de Krasnodar. Pertany al possiólok de Rodnikí.